# پرگارتن
پرگارتن (به آلمانی: Pregarten) یک شهر در اتریش است که در ناحیه فرایشتات واقع شده‌است. پرگارتن ۲۷٫۸ کیلومتر مربع مساحت دارد ۴۲۵ متر بالاتر از سطح دریا واقع شده‌است.